# Nowochopjorsk
Nowochopjorsk (russisch Новохопёрск; deutsch auch fälschlich Nowochopersk) ist eine Kleinstadt in der Oblast Woronesch (Russland) mit 6849 Einwohnern (Stand 14. Oktober 2010).

## Geografie
Die Stadt liegt am Südostrand der Oka-Don-Ebene etwa 270 km südöstlich der Oblasthauptstadt Woronesch am rechten Ufer des Chopjor, eines linken Nebenflusses des Don.
Nowochopjorsk ist Verwaltungszentrum des gleichnamigen Rajons.
Fünf Kilometer westlich der Stadt entfernt liegt ihr Bahnhof an der auf diesem Abschnitt 1895 eröffneten Eisenbahnstrecke Charkiw–Balaschow–Pensa. Um den Bahnhof erstreckt sich die Siedlung städtischen Typs Nowochopjorski, in welche die Stadt praktisch nahtlos übergeht und die heute etwa so viele Einwohner hat wie die Stadt selbst.

## Geschichte
Seit der Mitte des 17. Jahrhunderts war im Gebiet der heutigen Stadt eine Kosakensiedlung namens Pristanski bekannt (von russisch pristan für (Schiffs-)Anlegestelle). Diese Siedlung wurde während des Kosakenaufstandes unter dem Ataman Kondrati Bulawin (1660–1708) im Jahre 1708 zerstört.
1710 wurde auf Ukas Peters des Großen an dieser Stelle eine Festung mit Schiffswerft errichtet und Chopjorskaja genannt (abgeleitet von Flussnamen). Dieses Jahr gilt als Gründungsjahr der Stadt.
1779 wurde unter dem heutigen Namen das Stadtrecht verliehen (nowo- russisch für neu-).

### Bevölkerungsentwicklung
| Jahr | Einwohner |
| ---- | --------- |
| 1897 | 5945      |
| 1926 | 7437      |
| 1939 | 8537      |
| 1959 | 8900      |
| 1970 | 8719      |
| 1979 | 8757      |
| 1989 | 8048      |
| 2002 | 7640      |
| 2010 | 6849      |

Anmerkung: Volkszählungsdaten

## Kultur und Sehenswürdigkeiten
Die Stadt besitzt ein Heimatmuseum.

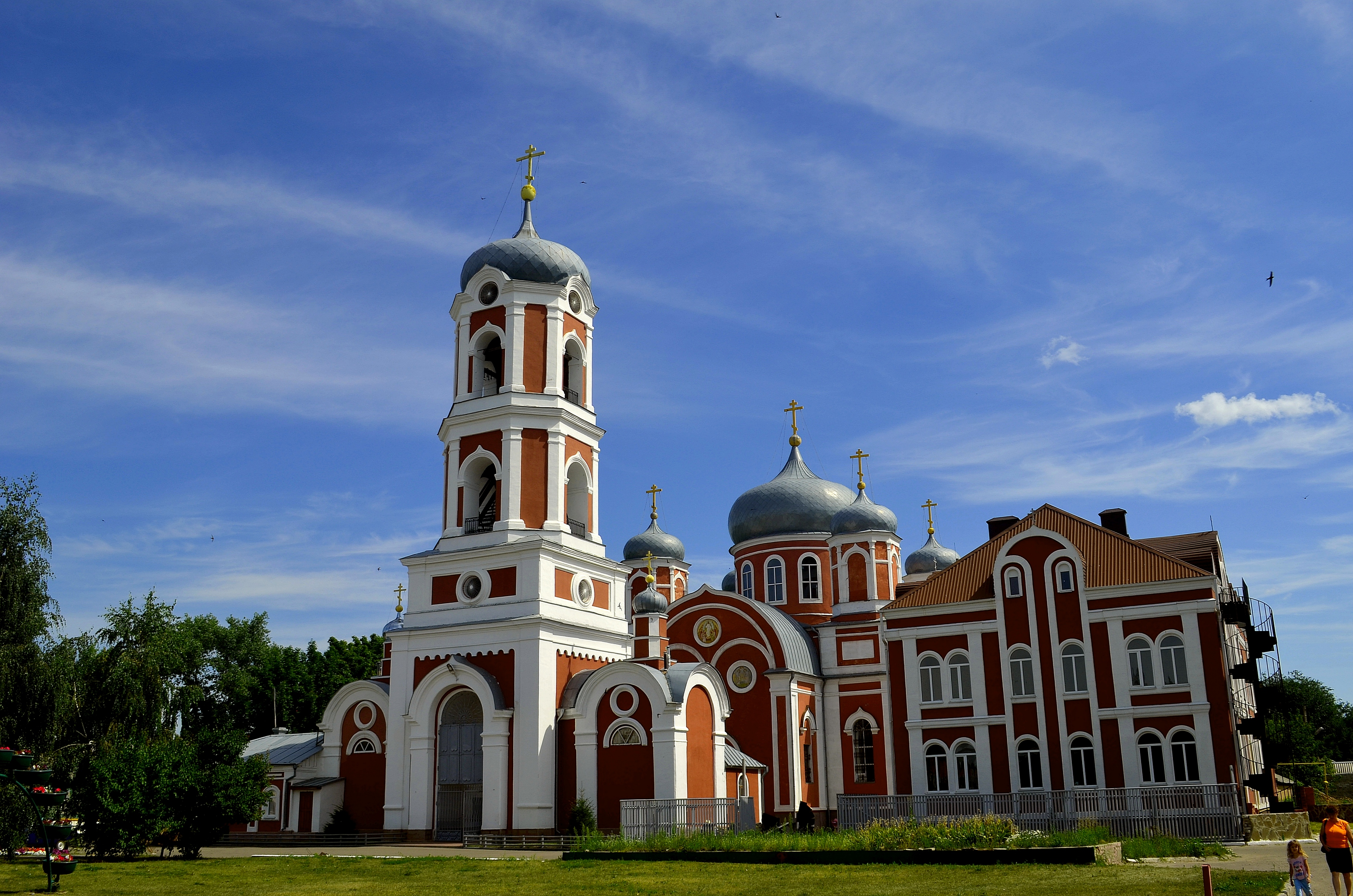
Auferstehungskathedrale in Nowochopjorsk

Flussaufwärts entlang des Chopjor erstreckt sich von Nowochopjorsk in Richtung Borissoglebsk das Chopjor-Naturschutzgebiet (Chopjorski sapowednik). Es wurde bereits 1935 zum Schutz der Auenlandschaft des Chopjortales sowie verschiedener Waldtypen der Waldsteppenzone des südlichen Zentralrusslands und ihrer Tierwelt geschaffen und ist heute 16.178 Hektar groß. Seine Verwaltung befindet sich im Dorf Warwarino des Rajons Nowochopjorsk.

## Wirtschaft
In Nowochopjorsk gibt es Betriebe der Lebensmittel- und holzverarbeitenden Industrie sowie der Baumaterialienwirtschaft.

## Söhne und Töchter der Stadt
- Nikolai Iordanski (1876–1928), Botschafter
- Nikolai Jelanski (1894–1964), Chirurg
- Lew Naumenko (1933–2020), Philosoph[2][3][4]